# Turnix worcesteri
El torillo de Worcester (Turnix worcesteri) es una especie de ave turniciforme de la familia Turnicidae endémica de la isla de Luzón, en el norte de Filipinas. Su nombre conmemora al zoólogo estadounidense Dean Conant Worcester.

## Descripción
Es un ave rechoncha y de pico y cola cortos, y de hábitos principalmente terrestres. Mide entre 12–14 cm de largo, siendo las hembras de mayor tamaño, como en todos sus congéneres. Los machos se caracterizan por tener la cabeza negra con motas blancas, plumaje veteado de distintos tonos pardos en el cuerpo y las patas amarillas. Las hembras son de color pardo con moteado blanco y negro.

## Distribución y hábitat
El torillo de Worcester se encuentra únicamente en la isla filipina de Luzón. Es un ave muy esquiva y se conoce por unos pocos ejemplares conseguidos por cazadores. Se cree que su hábitat principal son los herbazales de los montes, entre los 150-1250 metros de altitud, pero no se sabe con certeza si también habita en los bosques. Han sido observados visitando los arrozales y las zonas de matorral cercanas a los cultivos en busca de semillas e insectos de los que se alimentan. 

## Estado de conservación
Aunque los avistamientos de esta especie son muy escasos, su costumbre de permanecer escondida en su medio natural podría significar que fuera más abundante de lo que se piensa. La UICN lo clasifica como especie con datos insuficientes.